# Hadena xanthocosma
Hadena xanthocosma là một loài bướm đêm trong họ Noctuidae.